# فورتييهفيل (كيبك)
فورتييهفيل (بالإنجليزية: Fortierville, Quebec)‏ هي بلدية محلية في كيبيك تقع في كندا في Bécancour Regional County Municipality.  يقدر عدد سكانها بـ 706 نسمة ومساحتها 44.40 كم2 .